# Corymica oblongimacula
Corymica oblongimacula är en fjärilsart som beskrevs av W. Warren 1896. Corymica oblongimacula ingår i släktet Corymica och familjen mätare. Inga underarter finns listade i Catalogue of Life.